# カルステン・ラメロウ
カルステン・ラメロウ（Carsten Ramelow、1974年3月20日 - ）は、ドイツ・ベルリン出身の元同国代表サッカー選手。ポジションはMF・DF。

## 経歴
通常はボランチとして出場しているが、チーム事情によってはセンターバックとしてもプレーをしている。ドイツ代表としては国際Aマッチ46試合出場3得点を記録。2002年のワールドカップ日韓大会ではセンターバックとして全試合に出場し、同国の準優勝に貢献した。
1995年にバイヤー・レバークーゼンへ移籍すると中心選手として活躍し、2001-02シーズンのUEFAチャンピオンズリーグ準優勝などに貢献した。しかし長引く怪我の影響もあって、2007-08シーズン途中の2008年3月に現役を引退した。

## 代表歴

### 出場大会
- ドイツ代表
  - 1998年10月10日 - A代表初出場  - トルコ代表戦
  - 2002年 ワールドカップ (準優勝)

### 試合数
- 国際Aマッチ 46試合 3得点（1998年-2004年）[1]

| ドイツ代表 | 国際Aマッチ | 国際Aマッチ |
| 年         | 出場        | 得点        |
| ---------- | ----------- | ----------- |
| 1998       | 3           | 0           |
| 1999       | 3           | 0           |
| 2000       | 7           | 0           |
| 2001       | 9           | 0           |
| 2002       | 12          | 0           |
| 2003       | 10          | 2           |
| 2004       | 2           | 1           |
| 通算       | 46          | 3           |